# Småtjärnarna (Borgvattnets socken, Jämtland)
Småtjärnarna är en sjö i Ragunda kommun i Jämtland och ingår i Indalsälvens huvudavrinningsområde.